# Isiro
Isiro (chiamata in passato Paulis) è una città della Repubblica Democratica del Congo, capoluogo della Provincia dell'Alto Uele. Secondo il censimento del 1984 la città aveva 78.268 abitanti, stime del 2004 indicano 147.524 abitanti.
Si trova nell'area nord-orientale del Congo, al confine fra la foresta pluviale e la savana.
La città è sede vescovile della Diocesi di Isiro-Niangara ed accoglie anche una università chiamata Université de l'Uele.
Isiro si trova lungo una linea ferroviaria a scartamento ridotto, detta Chemins de fer des Uele, o Vicicongo line, costruita in epoca coloniale, che collega il porto di Bumba sul fiume Congo, con la città di Mungbere nell'Alto Uele. La linea è inattiva dai primi anni 2000.
La città è servita dall'aeroporto Matari (IATA: IRP, ICAO: FZJH) con voli per Kinshasa e Lubumbashi.